# Мегиддо
Мегиддо (Мегидо) — холм (тель) в западной части Изреельской долины, на территории Израиля, возле современного кибуца Мегидо. Известен благодаря греческому слову Армагеддон (др.-греч. Ἁρμαγεδών), которое представляет собой транслитерацию еврейского словосочетания хар Мегиддо (др.-евр. הַר מְגִדּוֹ‬, дословно — «гора Мегиддо»).
В древности Мегиддо был важным городом-государством. Раскопки насчитывают 26 культурных слоёв, это говорит о том, что поселение существовало здесь очень долго. Мегиддо расположен около стратегически важного прохода через горную гряду Кармель. Охраняется государством как национальный парк.
В 2005 году холм Мегиддо вместе с двумя другими был объявлен ЮНЕСКО памятником Всемирного наследия под общим именем «Библейские холмы — Мегиддо, Хацор, Беэр-Шева» как один из наиболее характерных телей с остатками библейских городов и один из наиболее сохранившимся примеров поселений раннего Железного века в Леванте.

## История

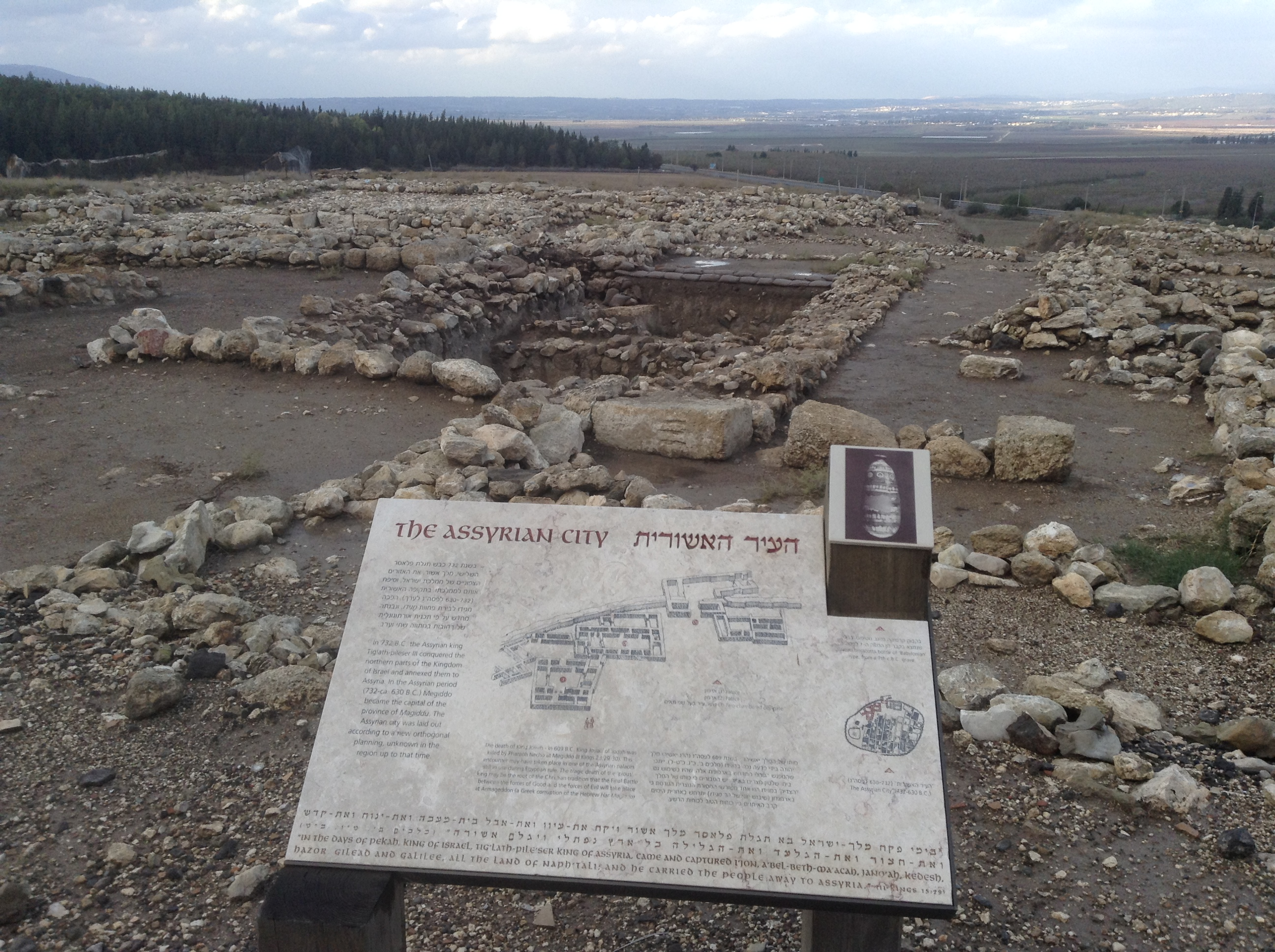
Ассирийский город

Холм образован из 26 слоёв древних поселений высотой около 60 м. В древние времена это место занимало важное стратегическое положение. Через Мегиддо пролегали ключевые торговые пути и военные маршруты.
Первые следы человеческого пребывания в Мегиддо датированы IV тысячелетием до н. э. В III тысячелетии до н. э. на этом месте уже стоял город с огромной стеной, который являлся важнейшим египетским военно-политическим центром в Ханаане.
Согласно Ветхому Завету, именно в этой долине Бог чудесным образом спас Израиль от Ханаанского царя Иавина (Суд. 4), более известного как царь Асора, которого завоевал Иисус Навин, вождь племени Израиль (Нав. 12:19). На берегу потока Киссона (Кишон) были казнены жрецы Баала перед лицом пророка Ильи. Там же пал царь Иосия от руки фараона Нехо II.

## Битвы у Мегиддо
- В XV веке до н. э. здесь сражался египетский фараон Тутмос III против ханаанских царей (см. Битва при Мегиддо (1457 до н. э.)).
- В VII веке до н. э. здесь фараон Нехо II разбил иудейского царя Иосию.
- В 1799 году Наполеон нанёс поражение войскам Османской империи.
- В 1918 году английский генерал Алленби разбил армию Османской империи (см. битва при Мегиддо (1918)).

## Археология
Археологическое исследование холма начал в 1903 году Готлиб Шумахер (Германия). Результаты раскопок 1920-х годов экспонируются в иерусалимском музее Рокфеллера. К числу наиболее интересных находок относят следы огромных конюшен и несколько зданий железного века.
В 2005 году было объявлено об обнаружении в окрестностях Мегиддо останков древнейшей церкви Святой земли (конец III или начало IV века).
В 2010 году в развалинах частного дома Тель-Мегиддо был обнаружен кувшин с множеством золотых украшений, датируемых XI веком до н. э.
Летом 2013 года экспедиция археолога Йотама Теппера обнаружила около Мегиддо находки, указывающее на пребывание здесь в прошлом легендарного VI римского легиона, прозванного «Железный» (Legio VI Ferrata).

## Палеогенетика
У образцов бронзового века из Мегиддо определили Y-хромосомные гаплогруппы J, J1a2b, J2a, J2a1b1, R, R1b1a1a2, E1b1b1b2a1, E1b1b1b2a1a, T1a1a1b2 и митохондриальные гаплогруппы H20a, K, T2e, H+152, H14a, H2a2a, U2d, J1d1a1, U2e1b, U3b, T2c1+146, N1b1, T1a, T2b7a, K1a18, J2a2a2, HV2a1, H5’36. У образца железного века I4517 (Megiddo_IA, 1107—923 лет до н. э.) определили Y-хромосомную гаплогруппу J1 и митохондриальную гаплогруппу K1a.